# Associazione Calcio Tuttocuoio 1957 San Miniato 2015-2016
Questa voce raccoglie le informazioni riguardanti l'Associazione Calcio Tuttocuoio 1957 San Miniato nelle competizioni ufficiali della stagione 2015-2016.

## Stagione
Il Tuttocuoio nel 2015-2016 ha partecipato alla sua seconda Lega Pro.
Dopo sette stagioni alla guida della squadra Massimiliano Alvini passa alla Pistoiese; lascia anche il direttore sportivo Stefano Costa. Il nuovo staff tecnico è composto dal direttore sportivo Igor Protti con Cristiano Lucarelli come allenatore.
In Coppa Italia il Tuttocuoio supera al primo turno il Benevento, vincendo 1-0 in Campania. Al secondo turno viene eliminato dal Modena, squadra di serie B, perdendo 3-0 in trasferta. Nella Coppa Italia di Lega Pro la squadra supera ai sedicesimi di finale la Lucchese (2-1 in casa dopo i tempi supplementari), quindi viene eliminata agli ottavi dalla SPAL (2-0 subìto in trasferta).
Una serie di sconfitte, l'ultima con la Lucchese alla trentaduesima giornata, portano all'esonero di Lucarelli e del suo staff, sostituito dall'allenatore della berretti Luca Fiasconi.
Al termine del campionato il Tuttocuoio si classifica al decimo posto con 40 punti.

## Divise e sponsor
Lo sponsor tecnico per la stagione 2015-2016 è Sportika, mentre lo sponsor ufficiale è CARISMI.
| Casa | Trasferta | Terza divisa | Casa alternativa | Trasferta alternativa | Casa alternativa 2 |

## Organigramma societario
Tratto dal sito ufficiale.
Area direttiva
- Presidente: Andrea Dolfi
- Vicepresidenti: Alessandro Dolfi, Giuseppe Ciampalini
- Amministratore delegato: Daniele Donati
- Consigliere: Renato Tacconi

Area organizzativa e comunicazione
- Segretario sportivo: Stefano Costa
- Addetto stampa: Carolina Pucci
- Amministrazione finanza e controllo: Mariangela Scacciati

Area tecnica
- Direttore sportivo: Igor Protti
- Allenatore: Cristiano Lucarelli
- Allenatore in seconda: Richard Vanigli
- Collaboratore tecnico: Alessandro Conticchio
- Tecnico match analysis: Marco Mannucci
- Preparatore atletico: Marco Masoni
- Collaboratore preparatore atletico: Maurizio Bachi
- Preparatore dei portieri: Roberto Meropini

Area sanitaria
- Medico sociale: Massimo Bartollomei
- Massaggiatori: Lorenzo Desideri, Federico Picchietti, Franco Morelli

## Rosa
Rosa tratta dal sito ufficiale al 1º febbraio 2016.
| N. |                           | Ruolo | Calciatore                  |
| -- | ------------------------- | ----- | --------------------------- |
|    | Italia (bandiera)         | P     | Werther Carboni             |
|    | Italia (bandiera)         | P     | Raffaele Esposito           |
|    | Italia (bandiera)         | P     | Ivano Feola                 |
|    | Italia (bandiera)         | D     | Matteo Bachini              |
|    | Italia (bandiera)         | D     | Francesco Colombini         |
|    | Italia (bandiera)         | D     | Roberto Falivena (capitano) |
|    | Italia (bandiera)         | D     | Salvatore Ferraro           |
|    | Italia (bandiera)         | D     | Domenico Frare              |
|    | Italia (bandiera)         | D     | Alessandro Marchetti        |
|    | Italia (bandiera)         | D     | Daniele Paparusso           |
|    | Italia (bandiera)         | D     | Andrea Peverelli            |
|    | Italia (bandiera)         | D     | Marco Picascia              |
|    | Italia (bandiera)         | D     | Luca Pipoli                 |
|    | Italia (bandiera)         | C     | Alessio Agrifogli           |
|    | Senegal (bandiera)        | C     | Abdoulaye Balde             |
|    | Costa d'Avorio (bandiera) | C     | Yves Benoît Bationo         |
|    | Italia (bandiera)         | C     | Simone Calvano              |
|    | Italia (bandiera)         | C     | Andrea Caponi               |

| N. |                        | Ruolo | Calciatore         |
| -- | ---------------------- | ----- | ------------------ |
|    | Italia (bandiera)      | C     | Alessandro Masia   |
|    | Italia (bandiera)      | C     | Tommaso Domini     |
|    | Italia (bandiera)      | C     | Alessio Esposito   |
|    | Italia (bandiera)      | C     | Andrea Giannarelli |
|    | Italia (bandiera)      | C     | Leonardo Mancini   |
|    | Italia (bandiera)      | C     | Mattia Muroni      |
|    | Ghana (bandiera)       | C     | Solomon Nyantakyi  |
|    | Italia (bandiera)      | C     | Cosimo Palumbo     |
|    | Italia (bandiera)      | C     | Luca Ricciardi     |
|    | Italia (bandiera)      | C     | Giacomo Marmugi    |
|    | Mozambico (bandiera)   | A     | Faisal Bangal      |
|    | Italia (bandiera)      | A     | Antonio Cherillo   |
|    | Italia (bandiera)      | A     | Corrado Colombo    |
|    | Italia (bandiera)      | A     | Giuseppe Giovinco  |
|    | Stati Uniti (bandiera) | A     | Robert Kristo      |
|    | Georgia (bandiera)     | A     | Irakli Shekiladze  |
|    | Italia (bandiera)      | A     | Lorenzo Tempesti   |
|    | Senegal (bandiera)     | A     | Boubacar Traorè    |

## Calciomercato

### Sessione estiva(dal 1/7 al 31/8)
| Acquisti | Acquisti             | Acquisti     | Acquisti   |
| R.       | Nome                 | da           | Modalità   |
| -------- | -------------------- | ------------ | ---------- |
| P        | Werther Carboni      | Cagliari     | prestito   |
| P        | Ivano Feola          | Reggiana     | definitivo |
| D        | Alessio Agrifogli    | Empoli       | prestito   |
| D        | Francesco Colombini  | Empoli       | prestito   |
| D        | Salvatore Ferraro    | Grosseto     | svincolato |
| D        | Domenico Frare       | Parma        | svincolato |
| D        | Alessandro Marchetti | Savona       | definitivo |
| D        | Andrea Peverelli     | Südtirol     | definitivo |
| D        | Marco Picascia       | Cavese       | definitivo |
| D        | Luca Pipoli          | Parma        | definitivo |
| C        | Andrea Caponi        | Pisa         | prestito   |
| C        | Tommaso Domini       | Parma        | definitivo |
| C        | Alessio Esposito     | Pro Vercelli | prestito   |
| C        | Andrea Giannarelli   | Pisa         | prestito   |
| C        | Mattia Muroni        | Cagliari     | prestito   |
| C        | Solomon Nyantakyi    | Parma        | definitivo |
| C        | Cosimo Palumbo       | Pro Patria   | definitivo |
| C        | Luca Ricciardi       | Latina       | definitivo |
| A        | Faisal Bangal        | Atalanta     | prestito   |
| A        | Irakli Shekiladze    | Latina       | definitivo |

| Cessioni | Cessioni           | Cessioni         | Cessioni      |
| R.       | Nome               | a                | Modalità      |
| -------- | ------------------ | ---------------- | ------------- |
| P        | Alessandro Bacci   | Fiorentina       | fine prestito |
| P        | Cesare Micheli     | Empoli           | fine prestito |
| P        | Yuri Morandi       | -                | svincolato    |
| D        | Alessio Agrifogli  | Empoli           | fine prestito |
| D        | Gianmarco Ingrosso | Matera           | definitivo    |
| D        | Dramane Konaté     | Empoli           | fine prestito |
| D        | Giulio Mulas       | Parma            | fine prestito |
| D        | Giuseppe Pacini    | Parma            | fine prestito |
| D        | Francesco Pratali  | Jolly Montemurlo | definitivo    |
| D        | Andrea Zanchi      | Perugia          | fine prestito |
| C        | Alessandro Deiola  | Cagliari         | fine prestito |
| C        | Tommaso Domini     | -                | rescissione   |
| C        | Ludovico Gargiulo  | Empoli           | fine prestito |
| C        | Gianluca Pane      | -                | svincolato    |
| C        | Vittorio Salustri  | -                | svincolato    |
| C        | Andrea Scicchitano | Parma            | fine prestito |
| C        | Matteo Serrotti    | Prato            | svincolato    |
| C        | Giuseppe Vitale    | Trapani          | fine prestito |
| A        | Marco Civilleri    | -                | svincolato    |
| A        | Francesco Gelli    | Livorno          | fine prestito |
| A        | Bryan Gioè         | Pontedera        | svincolato    |

### Sessione invernale(dal 4/1 al 1/2)
| Acquisti | Acquisti          | Acquisti    | Acquisti   |
| R.       | Nome              | da          | Modalità   |
| -------- | ----------------- | ----------- | ---------- |
| P        | Raffaele Esposito | Salernitana | prestito   |
| C        | Simone Calvano    | Verona      | prestito   |
| C        | Alessandro Masia  | Cagliari    | prestito   |
| A        | Giuseppe Giovinco | svincolato  | definitivo |
| A        | Robert Kristo     | Spezia      | prestito   |

| Cessioni | Cessioni            | Cessioni | Cessioni      |
| R.       | Nome                | a        | Modalità      |
| -------- | ------------------- | -------- | ------------- |
| P        | Werther Carboni     | Cagliari | fine prestito |
| C        | Andrea Giannarelli  | Pisa     | fine prestito |
| C        | Yves Benoît Bationo | Savona   | prestito      |
| C        | Cosimo Palumbo      | Savona   | definitivo    |
| A        | Boubacar Traorè     | Torino   | prestito      |

### Operazioni esterne alle sessioni
| Acquisti | Acquisti          | Acquisti   | Acquisti   |
| R.       | Nome              | da         | Modalità   |
| -------- | ----------------- | ---------- | ---------- |
| D        | Daniele Paparusso | svincolato | definitivo |

| Cessioni | Cessioni          | Cessioni | Cessioni                |
| R.       | Nome              | a        | Modalità                |
| -------- | ----------------- | -------- | ----------------------- |
| D        | Luca Pipoli       | -        | rescissione             |
| C        | Abdoulaye Balde   | -        | svincolato              |
| C        | Solomon Nyantakyi | -        | rescissione             |
| A        | Corrado Colombo   | -        | rescissione consensuale |

## Risultati

### Lega Pro

#### Girone d'andata
| Arbitro: | Annaloro (Collegno) |

|                       |           |               |
| Tempesti 90+4’ (rig.) | Marcatori | 32’ Mazzocchi |

| Pontedera 12 settembre 2015, ore 20:45 CEST 2ª giornata | Pontedera               | 0 – 0 referto | Tuttocuoio | Stadio Ettore Mannucci (846 spett.)\| Arbitro: \| Paolini (Ascoli Piceno) \| |
| Arbitro:                                                | Paolini (Ascoli Piceno) |               |            |                                                                              |

| Arbitro: | Maggioni (Lecco) |

|  |           |             |
|  | Marcatori | 20’ Defendi |

| Arbitro: | Curti (Milano) |

|             |           |  |
| Gnahoré 53’ | Marcatori |  |

| Arbitro: | Boggi (Salerno) |

|                |           |  |
| Shekiladze 62’ | Marcatori |  |

| Arbitro: | Panarese (Lecce) |

|           |           |  |
| Lores 56’ | Marcatori |  |

| Arbitro: | Catona (Reggio Calabria) |

|                |           |              |
| Shekiladze 71’ | Marcatori | 74’ De Sousa |

| Pistoia 25 ottobre 2015, ore 14:30 CET 8ª giornata | Pistoiese       | 0 – 0 referto | Tuttocuoio | Stadio Marcello Melani (1 010 spett.)\| Arbitro: \| Sozza (Seregno) \| |
| Arbitro:                                           | Sozza (Seregno) |               |            |                                                                        |

| Arbitro: | Amabile (Vicenza) |

|  |           |             |
|  | Marcatori | 89’ Palumbo |

| Arbitro: | Spinelli (Terni) |

|                                           |           |  |
| Shekiladze 23’ Esposito 50’ Paparusso 89’ | Marcatori |  |

| Arbitro: | Luciano (Lamezia Terme) |

|              |           |                |
| Pedrelli 50’ | Marcatori | 17’ Shekiladze |

| Arbitro: | Schirru (Nichelino) |

|             |           |  |
| Colombo 39’ | Marcatori |  |

| Arbitro: | Amoroso (Paola) |

|                            |           |            |
| Cherillo 19’ Colombini 73’ | Marcatori | 61’ Foglia |

| Arbitro: | Strippoli (Bari) |

|             |           |  |
| Capello 66’ | Marcatori |  |

| Arbitro: | Guccini (Albano Laziale) |

|  |           |                        |
|  | Marcatori | 2’, 72’ (rig.) Terrani |

| Arbitro: | Fourneau (Roma 1) |

|  |           |                                        |
|  | Marcatori | 7’, 90+2’ Tempesti 20’, 85’ Shekiladze |

| Arbitro: | Dionisi (L'Aquila) |

|  |           |                         |
|  | Marcatori | 48’ Zigoni 90+6’ Spighi |

#### Girone di ritorno
| Rimini 17 gennaio 2016, ore 15:00 CET 18ª giornata | Rimini                  | 0 – 0 referto | Tuttocuoio | Stadio Romeo Neri (1 488 spett.)\| Arbitro: \| Guarino (Caltanissetta) \| |
| Arbitro:                                           | Guarino (Caltanissetta) |               |            |                                                                           |

| Arbitro: | Mainardi (Bergamo) |

|  |           |                             |
|  | Marcatori | 7’ Bonaventura 74’ Scappini |

| Arbitro: | Marchetti (Ostia) |

|                                               |           |  |
| Greco 3’, 6’ Tremolada 61’ Defendi 89’ (rig.) | Marcatori |  |

| Arbitro: | Ranaldi (Tivoli) |

|  |           |           |
|  | Marcatori | 44’ Gyasi |

| Arbitro: | Fiorini (Frosinone) |

|                      |           |  |
| Forte 59’ Amadio 88’ | Marcatori |  |

| Arbitro: | Perotti (Legnano) |

|                |           |                                   |
| Shekiladze 64’ | Marcatori | 83’ (rig.) Mannini 90+3’ Montella |

| L'Aquila 27 febbraio 2016, ore 15:00 CET 24ª giornata | L'Aquila      | 0 – 0 referto | Tuttocuoio | Stadio Tommaso Fattori (999 spett.)\| Arbitro: \| Candeo (Este) \| |
| Arbitro:                                              | Candeo (Este) |               |            |                                                                    |

| Pontedera 5 marzo 2016, ore 20:30 CET 25ª giornata | Tuttocuoio         | 0 – 0 referto | Pistoiese | Stadio Ettore Mannucci (364 spett.)\| Arbitro: \| Zanonato (Vicenza) \| |
| Arbitro:                                           | Zanonato (Vicenza) |               |           |                                                                         |

| Arbitro: | Rossi (Rovigo) |

|             |           |           |
| Ferraro 53’ | Marcatori | 48’ Volpe |

| Arbitro: | Proietti (Terni) |

|                  |           |                           |
| Dell'Agnello 42’ | Marcatori | 70’ Kristo 87’ Shekiladze |

| Arbitro: | Capone (Palermo) |

|              |           |  |
| Giovinco 22’ | Marcatori |  |

| Arbitro: | Catona (Reggio Calabria) |

|                                          |           |                     |
| Guidone 14’, 88’ Margiotta 25’ Ilari 31’ | Marcatori | 74’ (rig.) Giovinco |

| Arbitro: | Tardino (Milano) |

|                       |           |             |
| Orlando 5’ Foglia 57’ | Marcatori | 41’ Ferraro |

| Pontedera 17 aprile 2016, ore 17:30 CEST 31ª giornata | Tuttocuoio         | 0 – 0 referto | Prato | Stadio Ettore Mannucci (468 spett.)\| Arbitro: \| Marinelli (Tivoli) \| |
| Arbitro:                                              | Marinelli (Tivoli) |               |       |                                                                         |

| Arbitro: | Di Martino (Teramo) |

|                          |           |  |
| Terrani 19’ Pozzebon 27’ | Marcatori |  |

| Arbitro: | Valiante (Nocera Inferiore) |

|                                   |           |  |
| Tempesti 22’, 41’ A. Esposito 88’ | Marcatori |  |

| Arbitro: | Massimi (Termoli) |

|             |           |                          |
| Posocco 18’ | Marcatori | 43’ Peverelli 62’ Caponi |

### Coppa Italia
| Arbitro: | Di Ruberto (Nocera Inferiore) |

|  |           |              |
|  | Marcatori | 89’ Tempesti |

| Arbitro: | Rapuano (Rimini) |

|                       |           |  |
| Granoche 7’, 42’, 73’ | Marcatori |  |

### Coppa Italia Lega Pro
| Arbitro: | Volpi (Arezzo) |

|                        |           |         |
| Balde 24’ Cherillo 99’ | Marcatori | 9’ Vita |

| Arbitro: | Fiorini (Frosinone) |

|                         |           |  |
| Posocco 33’ Finotto 59’ | Marcatori |  |

## Statistiche

### Statistiche di squadra
| Competizione          | Punti | In casa | In casa | In casa | In casa | In casa | In casa | In trasferta | In trasferta | In trasferta | In trasferta | In trasferta | In trasferta | Totale | Totale | Totale | Totale | Totale | Totale | DR  |
| Competizione          | Punti | G       | V       | N       | P       | Gf      | Gs      | G            | V            | N            | P            | Gf           | Gs           | G      | V      | N      | P      | Gf     | Gs     | DR  |
| --------------------- | ----- | ------- | ------- | ------- | ------- | ------- | ------- | ------------ | ------------ | ------------ | ------------ | ------------ | ------------ | ------ | ------ | ------ | ------ | ------ | ------ | --- |
| Lega Pro              | 40    | 17      | 6       | 5       | 6       | 15      | 14      | 17           | 4            | 5            | 8            | 12           | 20           | 34     | 10     | 10     | 14     | 27     | 34     | -7  |
| Coppa Italia          | -     | -       | -       | -       | -       | -       | -       | 2            | 1            | 0            | 1            | 1            | 3            | 2      | 1      | 0      | 1      | 1      | 3      | -2  |
| Coppa Italia Lega Pro | -     | 1       | 1       | 0       | 0       | 2       | 1       | 1            | 0            | 0            | 1            | 0            | 2            | 2      | 1      | 0      | 1      | 2      | 3      | -1  |
| Totale                | -     | 18      | 7       | 5       | 6       | 17      | 15      | 20           | 5            | 5            | 10           | 13           | 25           | 38     | 12     | 10     | 16     | 30     | 40     | -10 |

### Andamento in campionato
| Giornata  | 1 | 2  | 3  | 4  | 5  | 6  | 7  | 8  | 9  | 10 | 11 | 12 | 13 | 14 | 15 | 16 | 17 | 18 | 19 | 20 | 21 | 22 | 23 | 24 | 25 | 26 | 27 | 28 | 29 | 30 | 31 | 32 | 33 | 34 |
| --------- | - | -- | -- | -- | -- | -- | -- | -- | -- | -- | -- | -- | -- | -- | -- | -- | -- | -- | -- | -- | -- | -- | -- | -- | -- | -- | -- | -- | -- | -- | -- | -- | -- | -- |
| Luogo     | C | T  | C  | T  | C  | T  | C  | T  | T  | C  | T  | C  | C  | T  | C  | T  | C  | T  | C  | T  | C  | T  | C  | T  | C  | C  | T  | C  | T  | T  | C  | T  | C  | T  |
| Risultato | N | N  | P  | P  | V  | P  | N  | N  | V  | V  | N  | V  | V  | P  | P  | V  | P  | N  | P  | P  | P  | P  | P  | N  | N  | N  | V  | V  | P  | P  | N  | P  | V  | V  |
| Posizione | 5 | 10 | 13 | 14 | 12 | 15 | 13 | 13 | 10 | 8  | 8  | 8  | 6  | 7  | 10 | 7  | 8  | 8  | 10 | 11 | 10 | 12 | 12 | 12 | 12 | 14 | 11 | 10 | 10 | 11 | 10 | 13 | 11 | 10 |

Legenda:

Luogo: C = Casa; T = Trasferta. Risultato: V = Vittoria; N = Pareggio; P = Sconfitta.

### Statistiche dei giocatori
In corsivo i giocatori ceduti a stagione in corso.
| Giocatore      | Campionato | Campionato | Campionato  | Campionato | Coppa Italia | Coppa Italia | Coppa Italia | Coppa Italia | Coppa Italia Lega Pro | Coppa Italia Lega Pro | Coppa Italia Lega Pro | Coppa Italia Lega Pro | Totale   | Totale | Totale      | Totale     |
| Giocatore      | Presenze   | Reti       | Ammonizioni | Espulsioni | Presenze     | Reti         | Ammonizioni  | Espulsioni   | Presenze              | Reti                  | Ammonizioni           | Espulsioni            | Presenze | Reti   | Ammonizioni | Espulsioni |
| -------------- | ---------- | ---------- | ----------- | ---------- | ------------ | ------------ | ------------ | ------------ | --------------------- | --------------------- | --------------------- | --------------------- | -------- | ------ | ----------- | ---------- |
| W. Carboni     | 0          | 0          | 0           | 0          | 2            | -3           | 0            | 0            | 2                     | -3                    | 0                     | 0                     | 4        | -6     | 0           | 0          |
| R. Esposito    | 2          | -2         | 0           | 0          | -            | -            | -            | -            | -                     | -                     | -                     | -                     | 2        | -2     | 0           | 0          |
| I. Feola       | 32         | -31        | 4           | 1          | 0            | 0            | 0            | 0            | 0                     | 0                     | 0                     | 0                     | 32       | -31    | 4           | 1          |
| M. Bachini     | 7          | 0          | 0           | 0          | 2            | 0            | 1            | 0            | 2                     | 0                     | 1                     | 1                     | 11       | 0      | 2           | 1          |
| F. Colombini   | 29         | 2          | 14          | 0          | 2            | 0            | 0            | 0            | 2                     | 0                     | 0                     | 0                     | 33       | 2      | 14          | 0          |
| R. Falivena    | 33         | 0          | 8           | 0          | 1            | 0            | 0            | 0            | 0                     | 0                     | 0                     | 0                     | 34       | 0      | 8           | 0          |
| S. Ferraro     | 27         | 2          | 7           | 0          | -            | -            | -            | -            | 0                     | 0                     | 0                     | 0                     | 27       | 2      | 7           | 0          |
| D. Frare       | 3          | 0          | 1           | 0          | -            | -            | -            | -            | 2                     | 0                     | 0                     | 0                     | 5        | 0      | 1           | 0          |
| A. Marchetti   | 23         | 0          | 5           | 0          | 1            | 0            | 0            | 0            | 0                     | 0                     | 0                     | 0                     | 24       | 0      | 5           | 0          |
| D. Paparusso   | 20         | 1          | 1           | 0          | -            | -            | -            | -            | 1                     | 0                     | 1                     | 0                     | 21       | 1      | 2           | 0          |
| A. Peverelli   | 22         | 1          | 4           | 0          | 2            | 0            | 0            | 0            | 1                     | 0                     | 0                     | 0                     | 25       | 1      | 4           | 0          |
| M. Picascia    | 6          | 0          | 0           | 0          | -            | -            | -            | -            | 2                     | 0                     | 0                     | 0                     | 8        | 0      | 0           | 0          |
| L. Pipoli      | 0          | 0          | 0           | 0          | 2            | 0            | 0            | 0            | -                     | -                     | -                     | -                     | 2        | 0      | 0           | 0          |
| A. Agrifogli   | -          | -          | -           | -          | 0            | 0            | 0            | 0            | -                     | -                     | -                     | -                     | 0        | 0      | 0           | 0          |
| A. Balde       | 11         | 0          | 4           | 0          | 2            | 0            | 0            | 0            | 1                     | 1                     | 0                     | 0                     | 14       | 1      | 4           | 0          |
| S. Calvano     | 15         | 0          | 3           | 0          | -            | -            | -            | -            | -                     | -                     | -                     | -                     | 15       | 0      | 3           | 0          |
| A. Caponi      | 26         | 1          | 7           | 0          | -            | -            | -            | -            | 0                     | 0                     | 0                     | 0                     | 26       | 1      | 7           | 0          |
| T. Domini      | -          | -          | -           | -          | 2            | 0            | 0            | 0            | -                     | -                     | -                     | -                     | 2        | 0      | 0           | 0          |
| A. Esposito    | 25         | 2          | 8           | 0          | -            | -            | -            | -            | 1                     | 0                     | 0                     | 0                     | 26       | 2      | 8           | 0          |
| A. Giannarelli | 0          | 0          | 0           | 0          | -            | -            | -            | -            | 1                     | 0                     | 0                     | 0                     | 1        | 0      | 0           | 0          |
| L. Mancini     | 0          | 0          | 0           | 0          | 0            | 0            | 0            | 0            | 2                     | 0                     | 0                     | 0                     | 2        | 0      | 0           | 0          |
| A. Masia       | 8          | 0          | 0           | 0          | -            | -            | -            | -            | -                     | -                     | -                     | -                     | 8        | 0      | 0           | 0          |
| M. Muroni      | 19         | 0          | 1           | 1          | 2            | 0            | 0            | 0            | 1                     | 0                     | 1                     | 1                     | 22       | 0      | 2           | 2          |
| S. Nyantakyi   | -          | -          | -           | -          | 1            | 0            | 0            | 0            | -                     | -                     | -                     | -                     | 1        | 0      | 0           | 0          |
| C. Palumbo     | 17         | 1 (-1)     | 1           | 0          | -            | -            | -            | -            | 2                     | 0                     | 0                     | 0                     | 19       | 1      | 1           | 0          |
| L. Ricciardi   | 29         | 0          | 4           | 0          | -            | -            | -            | -            | 1                     | 0                     | 0                     | 0                     | 30       | 0      | 4           | 0          |
| F. Bangal      | 9          | 0          | 0           | 0          | -            | -            | -            | -            | 1                     | 0                     | 1                     | 0                     | 10       | 0      | 1           | 0          |
| A. Cherillo    | 17         | 1          | 0           | 0          | 2            | 0            | 0            | 0            | 1                     | 1                     | 0                     | 0                     | 20       | 2      | 0           | 0          |
| C. Colombo     | 7          | 1          | 0           | 1          | 2            | 0            | 0            | 0            | -                     | -                     | -                     | -                     | 9        | 1      | 0           | 1          |
| G. Giovinco    | 15         | 2          | 2           | 0          | -            | -            | -            | -            | -                     | -                     | -                     | -                     | 15       | 2      | 2           | 0          |
| R. Kristo      | 9          | 1          | 4           | 0          | -            | -            | -            | -            | -                     | -                     | -                     | -                     | 9        | 1      | 4           | 0          |
| I. Shekiladze  | 31         | 8          | 4           | 0          | 2            | 0            | 1            | 0            | 0                     | 0                     | 0                     | 0                     | 33       | 8      | 5           | 0          |
| L. Tempesti    | 27         | 5          | 3           | 1          | 2            | 1            | 0            | 0            | 2                     | 0                     | 1                     | 0                     | 31       | 6      | 4           | 1          |
| B. Traorè      | 2          | 0          | 0           | 0          | -            | -            | -            | -            | 2                     | 0                     | 0                     | 0                     | 4        | 0      | 0           | 0          |
| G. Marmugi     | -          | -          | -           | -          | -            | -            | -            | -            | 1                     | 0                     | 0                     | 0                     | 1        | 0      | 0           | 0          |